# Gagrella caerulea
Gagrella caerulea is een hooiwagen uit de familie Sclerosomatidae.